# Misgolas trangae
Misgolas trangae là một loài nhện trong họ Idiopidae.
Loài này thuộc chi Misgolas. Misgolas trangae được G. Wishart miêu tả năm 2006.